# 綠黨 (捷克)
綠黨（捷克語：Strana zelených）是捷克的一個政黨，成立於1989年12月。在2002年選舉中，綠黨獲得2.4%的得票率。
由于党内衝突及爭執不斷登上媒體版面，掩蓋過他們原來的政治目的。2005年9月，黨代表大會決議改變黨的政策，新任黨主席、前環境部長马尔廷·布尔西克（Martin Bursík）將重心放在他們的政治主張及媒體宣傳上。黨內的部分反對派则離開綠黨，並試圖籌組新政黨。

## 选举
綠黨在參議院有一位議員。2006年選舉，綠黨得票率6.3%，在眾議院贏得了6個席次。
選舉前一個禮拜，部分左派黨員因公開呼籲將票投給捷克社會民主黨（ČSSD），而遭到绿党開除。
2007年1月，綠黨與公民民主黨（ODS）和基督教民主聯盟-捷克斯洛伐克人民黨（KDU–ČSL）共同組成執政聯盟。
2010年选举，绿党得票率2.4%，没有进入新一届议会。党主席翁德热·利什卡（Ondřej Liška）辞去职务，不过他在2010年和2012年的全国代表大会再被选为党主席。

## 選舉結果
- 1990年捷克民族議會選舉：4,1% – 無席次
- 1992年捷克民族議會選舉：屬於自由-社會運動 6.5%
- 1996年參議院選舉：無席次
- 1998年眾議院選舉：1.1% – 無席次
- 1998年參議院選舉：無席次
- 2000年參議院選舉：無席次
- 2002年眾議院選舉：2.4% – 無席次
- 2002年參議院選舉：無席次
- 2004年參議院選舉：1席
- 2004年歐洲議會選舉：3.2% – 無席次
- 2006年眾議院選舉：6.3% – 6席
- 2006年參議院選舉：無席次
- 2008年參議院選舉：無席次
- 2009年歐洲議會選舉：2.1% – 無席次
- 2010年眾議院選舉：2.4% – 無席次
- 2010年參議院選舉：無席次
- 2012年參議院選舉：2席（其中1名参议员代表海盗党、绿党和基督教党的联盟）

## 外部連結
- 綠黨基本資訊
- 官方網站 （页面存档备份，存于） (捷克文)